# Yellow Springs, Ohio
Yellow Springs là một làng thuộc quận Greene, tiểu bang Ohio, Hoa Kỳ. Năm 2010, dân số của làng này là 3487 người.

## Dân số
- Dân số năm 2000: 3761 người.
- Dân số năm 2010: 3487 người.